# Прусикин, Михаил Олегович
Михаил Олегович Прусикин (род. 19 января 1978, Харьков) — немецкий шахматист, гроссмейстер (2004). Тренер.

## Карьера
Начал играть в шахматы в возрасте пяти лет в своем родном городе.
В 1995 году приехал с матерью и отчимом в качестве беженца по квоте в Германию. Там вступил в шахматный клуб и заработал свой первый рейтинг Эло.
В 1998 году присвоено звание международного мастера (IM).
В 1999 году выиграл турнир молодых мастеров в Цуге, Швейцария. 
В 2000 году стал чемпионом Баварии и впервые участвовал в чемпионате Германии, где занял четвертое место, в том же году получил диплом по специальности педагог. 
В начале 2004 года получил звание гроссмейстера, выполнил все стандарты, во 2-й Бундеслиге 2000/01, на турнире GM в Грисхайме в январе 2003 года и турнире GM в Мишкольце в марте 2004 года.
В 2005 году занял девятое место на индивидуальном чемпионате Германии и был членом сборной Германии на Кубке Митропы. Шесть раз принимал участие в Mitropacup и выиграл его в 2011 году в Мерлимонте.
В феврале 2015 года занял 30-е место в рейтинге Германии.
В 2012 году награждён Федерацией шахмат Германии в качестве тренера года.
Начиная с 2017 года ведёт свою колонку в журнале «Шахматы». 

## Изменения рейтинга
| Графики недоступны из-за технических проблем. См. информацию на Фабрикаторе и на mediawiki.org. |